# Pływanie na Letnich Igrzyskach Olimpijskich 1908 – 1500 m stylem dowolnym mężczyzn
Konkurencja pływacka 1500 metrów stylem dowolnym na Letnich Igrzyskach Olimpijskich 1908 w Londynie odbyła się w dniach 21–25 lipca 1908. Do zawodów zgłoszonych zostało 37 zawodników z 11 państw, jednak ostatecznie wystartowało 19 pływaków z 8 państw.

## Wyniki

### Eliminacje
Eliminacje odbyły się 21 lipca 1908 o godzinie 14:30. Do następnego etapu awansowali zwycięzcy każdego wyścigu (Q) oraz najszybszy zawodnik z drugiego miejsce (q).
Wyścig 1
| Miejsce | Zawodnik            | Kraj            | Wynik   | Uwagi |
| ------- | ------------------- | --------------- | ------- | ----- |
| 1.      | Paul Radmilovic     | Wielka Brytania | 25:02,4 | Q,    |
| 2.      | Gunnar Wennerström  | Szwecja         | 27:15,4 |       |
| 3.      | Oreste Muzzi        | Włochy          | 28:52,8 |       |
| –       | Theodore Tartakover | Australazja     |         | DNS   |
| –       | Fernand Feyaerts    | Belgia          |         | DNS   |
| –       | Paul Vasseur        | Francja         |         | DNS   |

Wyścig 2
| Miejsce | Zawodnik             | Kraj            | Wynik   | Uwagi |
| ------- | -------------------- | --------------- | ------- | ----- |
| 1.      | Frank Beaurepaire    | Australazja     | 23:45,8 | Q,    |
| 2.      | Sam Blatherwick      | Wielka Brytania | 25:15,4 |       |
| 3.      | Piet Ooms            | Holandia        | 27:24,4 |       |
| 4.      | Vilhelm Andersson    | Szwecja         | 27:34,4 |       |
| –       | Émile-Georges Drigny | Francja         |         | DNS   |
| –       | Vincenzo Bronner     | Włochy          |         | DNS   |

Wyścig 3
| Miejsce | Zawodnik         | Kraj            | Wynik   | Uwagi |
| ------- | ---------------- | --------------- | ------- | ----- |
| 1.      | Lewis Moist      | Wielka Brytania | 26:52,0 | Q     |
| –       | Herman Cederberg | Finlandia       |         | DNS   |
| –       | E. Renou         | Francja         |         | DNS   |
| –       | Henrik Hajós     | Węgry           |         | DNS   |
| –       | Mario Massa      | Włochy          |         | DNS   |

Wyścig 4
| Miejsce | Zawodnik          | Kraj            | Wynik   | Uwagi |
| ------- | ----------------- | --------------- | ------- | ----- |
| 1.      | Thomas Battersby  | Wielka Brytania | 23:42,8 | Q,    |
| 2.      | Frank Springfield | Australazja     | 24:52,4 |       |
| 3.      | André Theuriet    | Francja         | 32:37,0 |       |
| –       | F. Negri          | Włochy          |         | DNS   |
| –       | Friedrich Meuring | Holandia        |         | DNS   |

Wyścig 5
| Miejsce | Zawodnik           | Kraj              | Wynik   | Uwagi |
| ------- | ------------------ | ----------------- | ------- | ----- |
| 1.      | John Arthur Jarvis | Wielka Brytania   | 25:51,6 | Q     |
| 2.      | James Green        | Stany Zjednoczone | 28:09,0 |       |
| 3.      | Richard Hassell    | Wielka Brytania   | 28:14,8 |       |
| –       | A. Mans            | Belgia            |         | DNS   |
| –       | H. Jenault         | Francja           |         | DNS   |

Wyścig 6
| Miejsce | Zawodnik       | Kraj            | Wynik   | Uwagi |
| ------- | -------------- | --------------- | ------- | ----- |
| 1.      | Henry Taylor   | Wielka Brytania | 23:24,4 | Q,    |
| 2.      | Otto Scheff    | Austria         | 24:15,8 |       |
| 3.      | Gustaf Wretman | Szwecja         | 28:40,8 |       |
| –       | Eduard Meijer  | Holandia        |         | DNF   |
| –       | Taube          | Francja         |         | DNS   |

Wyścig 7
| Miejsce | Zawodnik              | Kraj            | Wynik   | Uwagi |
| ------- | --------------------- | --------------- | ------- | ----- |
| 1.      | William Foster        | Wielka Brytania | 23:33,4 | Q     |
| –       | Snowy Baker           | Australazja     |         | DNS   |
| –       | Baubiat               | Francja         |         | DNS   |
| –       | Béla Las-Torres       | Węgry           |         | DNS   |
| –       | Francesco de Pasquale | Włochy          |         | DNS   |

### Półfinały
Półfinały odbyły się 23 lipca 1908 o godzinie 15:45. Dwóch najlepszych pływaków z każdego wyścigu awansowało do finału (Q).
Półfinał 1
| Miejsce | Zawodnik          | Kraj            | Wynik   | Uwagi |
| ------- | ----------------- | --------------- | ------- | ----- |
| 1.      | Henry Taylor      | Wielka Brytania | 22:54,0 | Q,    |
| 2.      | Frank Beaurepaire | Australazja     | 23:25,4 | Q     |
| 3.      | William Foster    | Wielka Brytania |         |       |
| 4.      | Lewis Moist       | Wielka Brytania |         |       |

Półfinał 2
| Miejsce | Zawodnik           | Kraj            | Wynik   | Uwagi |
| ------- | ------------------ | --------------- | ------- | ----- |
| 1.      | Thomas Battersby   | Wielka Brytania | 23:23,0 | Q     |
| 2.      | Otto Scheff        | Austria         | 24:25,4 | Q     |
| –       | John Arthur Jarvis | Wielka Brytania |         | DNF   |
| –       | Paul Radmilovic    | Wielka Brytania |         | DNS   |

### Finał
Finał odbył się 25 lipca 1908 o godzinie 15:30. Od startu na prowadzeniu znajdował się Thomas Battersby, który dopiero około 1400 metra został wyprzedzony następnie przez Taylora. Rekordzista świata na dystansie 400 metrów ostatecznie wygrał z przewagą dwóch jardów. Battersby zgodnie z założeniem nie zatrzymał się po przepłynięciu dystansu 1500 metrów, tylko kontynuował pływanie w celu pobicia rekordu świata na dystansie 1 mili. Z czasem 24:33,0 pobił on rekord należący od 1905 roku do Davida Billingtona.
| Miejsce | Zawodnik          | Kraj            | Wynik   | Uwagi |
| ------- | ----------------- | --------------- | ------- | ----- |
| złoto   | Henry Taylor      | Wielka Brytania | 22:48,4 | WR    |
| srebro  | Thomas Battersby  | Wielka Brytania | 22:51,2 |       |
| brąz    | Frank Beaurepaire | Australazja     | 22:56,2 |       |
| –       | Otto Scheff       | Austria         |         | DNF   |